# Dorcoeax jadoti
Dorcoeax jadoti là một loài bọ cánh cứng trong họ Cerambycidae.